# St. Martin (Hopferau)

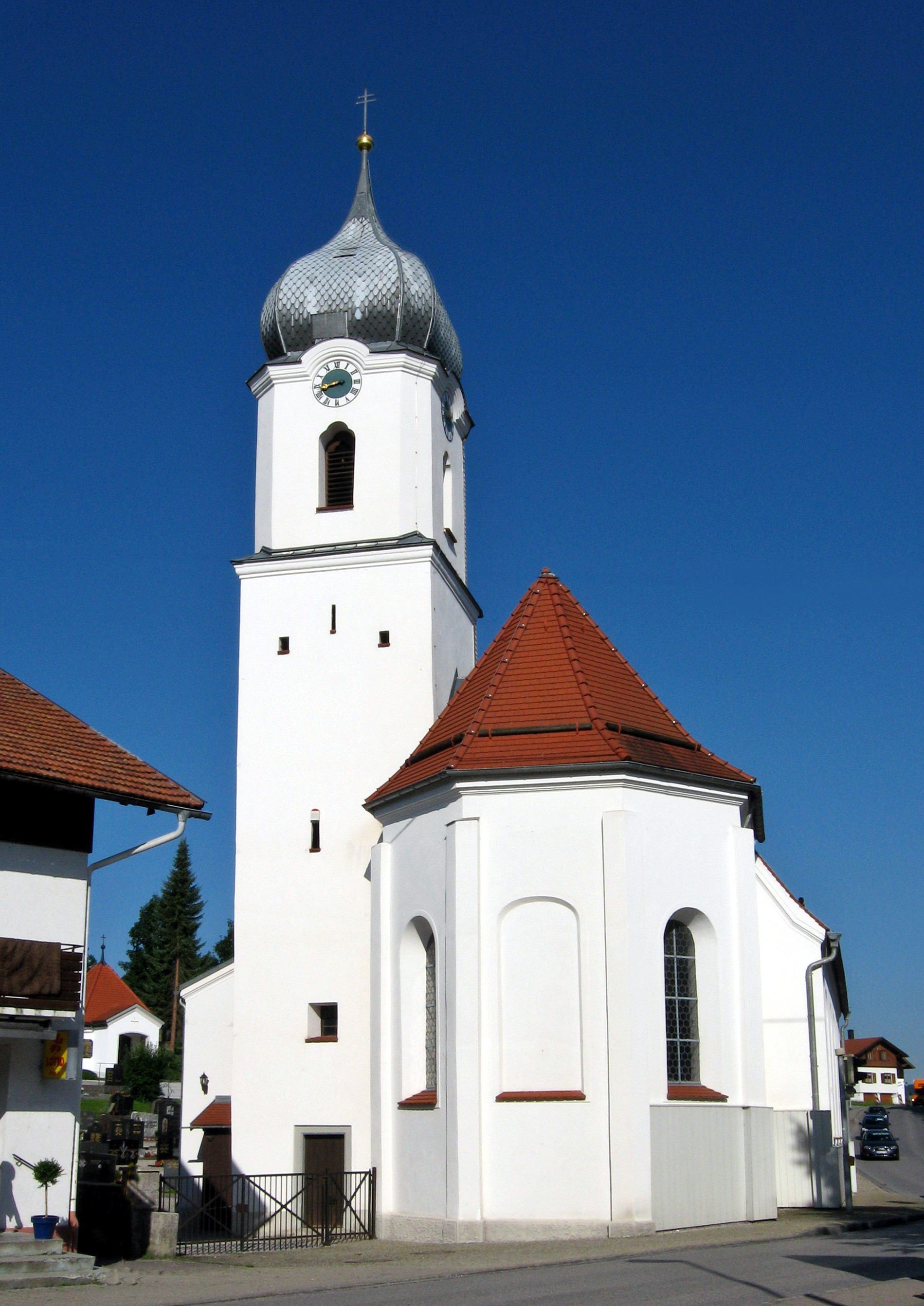
St. Martin in Hopferau

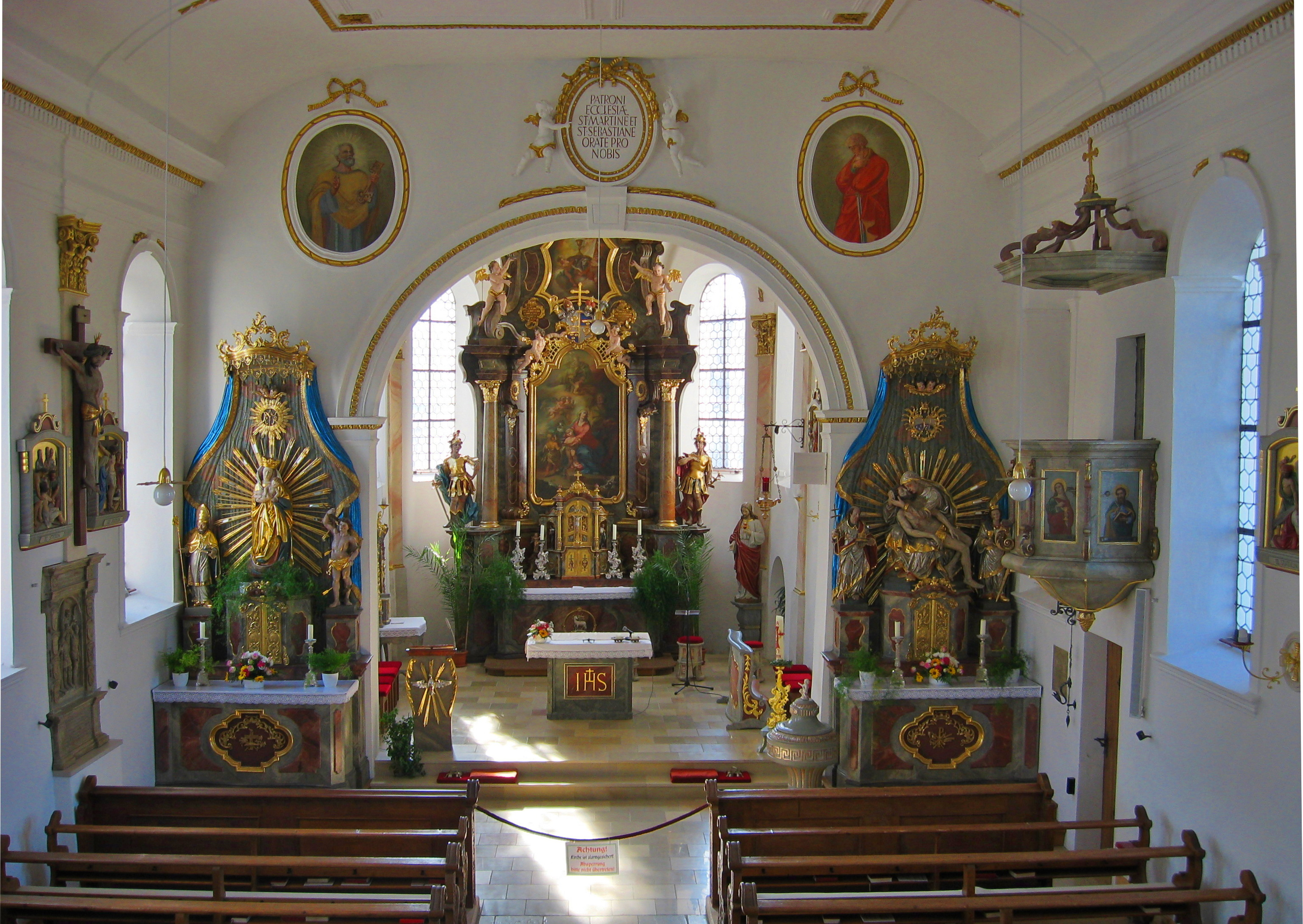
Innenansicht

Die römisch-katholische Pfarrkirche St. Martin steht in Hopferau, einer Gemeinde im schwäbischen Landkreis Ostallgäu in Bayern. Das Bauwerk ist in der Liste der Baudenkmäler in Hopferau als Baudenkmal unter der Nr. D-7-77-135-1 eingetragen.

## Beschreibung
Die 1504 dem heiligen Sebastian geweihte spätgotische Kapelle des Schlosses Hopferau wurde 1886–1889 zur Saalkirche erweitert, die Martin von Tours geweiht wurde. Das Langhaus wurde nach Westen verlängert. Der eingezogene, dreiseitig geschlossene Chor mit Pilastern an den Ecken wurde nach Osten angebaut und an dessen Südwand ein Chorflankenturm auf quadratischem Grundriss errichtet. Sein oberstes Geschoss mit abgeschrägten Ecken beherbergt die Turmuhr und den Glockenstuhl mit vier Kirchenglocken. Darauf sitzt eine Zwiebelhaube. Die Sakristei, die sich ursprünglich im Erdgeschoss des Chorflankenturms befand, wurde in einen Anbau an der Südwand des Langhauses verlegt. Die Fresken an der Decke von 1899 zeigen den heiligen Martin und den heiligen Sebastian. Der Kreuzweg aus dem Jahr 1886 wurde 2000 in den Innenraum verlegt. Die Orgel auf der Empore hat 1888 Balthasar Pröbstl gebaut. Das Altarretabel des Hochaltars wurde von Johann Michael Franz bemalt. Eine Pietà wird Bartholomäus Steinle zugewiesen.